# Geschiedenis van de landbouwkunde
In de 18e eeuw gaf de Duitser Albrecht Thaer de eerste aanzet tot de landbouwkunde, ook wel agronomie genoemd.
Agronomie en de gerelateerde disciplines van landbouwkunde verschillen tegenwoordig in hoge mate van wat ze voor de jaren vijftig waren. De intensivering van de landbouw sinds de jaren zestig, ook in ontwikkelingslanden (de zogenaamde Groene Revolutie) zorgde voor vooruitgang in de zin van de selectie en verbetering van gewassen en dieren voor hoge productiviteit. Ook werd er extra input ontwikkeld, zoals kunstmatige meststoffen en fytosanitaire producten.
Nochtans hebben de milieuschade als gevolg van de intensieve landbouw, de industriële ontwikkeling en de bevolkingstoename vele vragen opgeroepen onder agronomen. Dit heeft geleid tot de ontwikkeling en totstandkoming van nieuwe onderzoeksgebieden, zoals geïntegreerd ongediertebeheer, technologieën van de afvalbehandeling, landschapsarchitectuur, genomica.
De nieuwe technologieën, zoals biotechnologie en computerwetenschap (voor gegevensverwerking en opslag) en de technologische voorsprong, hebben het mogelijk gemaakt nieuwe onderzoekgebieden, waaronder genetische techniek, te ontwikkelen. Dit heeft de precisie van de landbouw verbeterd.
Een veel voorkomende indeling is die in plantproductie, dierproductie, landbouweconomie, landbouwtechniek en biologische landbouw.

## Vooraanstaande landbouwkundigen
In de 18e eeuw
- Robert Bakewell (1725–1795)
- Antoine-Augustin Parmentier (1737–1813)
- Johann Beckmann (1738-1811)
- Albrecht Thaer (1752-1828)

In de 19e eeuw
- Jan Kops (1765-1849) eerste hoogleraar landhuishoudkunde aan de Universiteit van Utrecht
- Jacobus Albertus Uilkens (1772-1825) hoogleraar landhuishoudkunde aan de Rijksuniversiteit Groningen
- Evert Cornelis Enklaar (1799-1880)
- Herman Christiaan van Hall (1801-1874) opvolger van Uilkens in Groningen
- Winand Staring (1808-1877), pionier in bosbouw, geologie en waterstaat.
- Gregor Mendel (1822-1884)
- Louis Pasteur (1822–1895)
- Luther Burbank (1849–1926)
- Sergei Winogradsky (1856-1953)
- George Washington Carver (1861-1943)

In de 20ste eeuw
- René Dumont (1904–2001)